# Carmen Cuesta del Muro
Carmen Cuesta del Muro (Palencia, 3 de agosto de 1890-Madrid, 28 de julio de 1968) fue una abogada española, la primera en alcanzar el grado de Doctora en Derecho. Fue secretaria de la Asamblea Nacional Consultiva de la dictadura de Primo de Rivera.

## Trayectoria
Cuesta obtuvo el título de Maestra Elemental en 1906 y el de Maestra Superior en 1908 en la Escuela Superior del Magisterio de Madrid. Fue la primera española en alcanzar el grado de Doctora en Derecho, con su tesis titulada La sociedad de gananciales, que defendió en la Universidad Complutense de Madrid (UCM) en 1930.
Dedicó su vida a mejorar la formación de las mujeres y a defender sus derechos en la vida política y social desde el pensamiento católico. Desde su escaño en la Asamblea Nacional defendió los derechos civiles de la mujer. Como colaboradora de Pedro Poveda, dirigió la primera Residencia Universitaria Femenina de España de la Institución Teresiana en 1914.
Además, Cuesta impulsó la organización seglar Acción Católica de la Mujer que defendía la creación de institutos femeninos de enseñanza secundaria y defendió los derechos de las mujeres en los debates sobre la reforma del Código Civil.

## Reconocimientos
El Ilustre Colegio de la Abogacía de Madrid informó en un comunicado en noviembre de 2022 que el Ayuntamiento de Madrid instalaría una placa conmemorativa en reconocimiento de Carmen Cuesta del Muro, entre otras juristas.